# Saint-Grégoire-du-Vièvre
Saint-Grégoire-du-Vièvre is een gemeente in het Franse departement Eure (regio Normandië) en telt 333 inwoners (2004). De plaats maakt deel uit van het arrondissement Bernay.

## Geografie
De oppervlakte van Saint-Grégoire-du-Vièvre bedraagt 8,9 km², de bevolkingsdichtheid is 37,4 inwoners per km².
De onderstaande kaart toont de ligging van Saint-Grégoire-du-Vièvre met de belangrijkste infrastructuur en aangrenzende gemeenten.

## Demografie
Onderstaande figuur toont het verloop van het inwonertal (bron: INSEE-tellingen).